# 嘉諾撒聖方濟各書院
嘉諾撒聖方濟各書院（簡稱SFCC）是一所天主教英文女子資助中學，創校於1869年，亦是意大利嘉諾撒仁愛女修會在香港開設的第二所學校。校舍自建校以來位於灣仔半山堅尼地道9至13號，刻畫在外牆的四個守護天使是學校的標誌，象徵忠、信、仁、愛。小學部名為嘉諾撒聖方濟各學校，建於堅尼地道校舍山坡下的聖佛蘭士街，是少數附設直屬中學並經統一派位收生的資助小學之一。學校多年來培育出不少社會知名人士，為香港補助學校議會22所成員學校之一，故被坊間稱為香港教會主辦的22間「傳統名校」之一。
聖方濟各的學生統稱為「Franciscan」，同時因為「St. Francis」的中文諧音和淳樸校風而有「蕃薯妹」之別稱。

## 歷史簡介

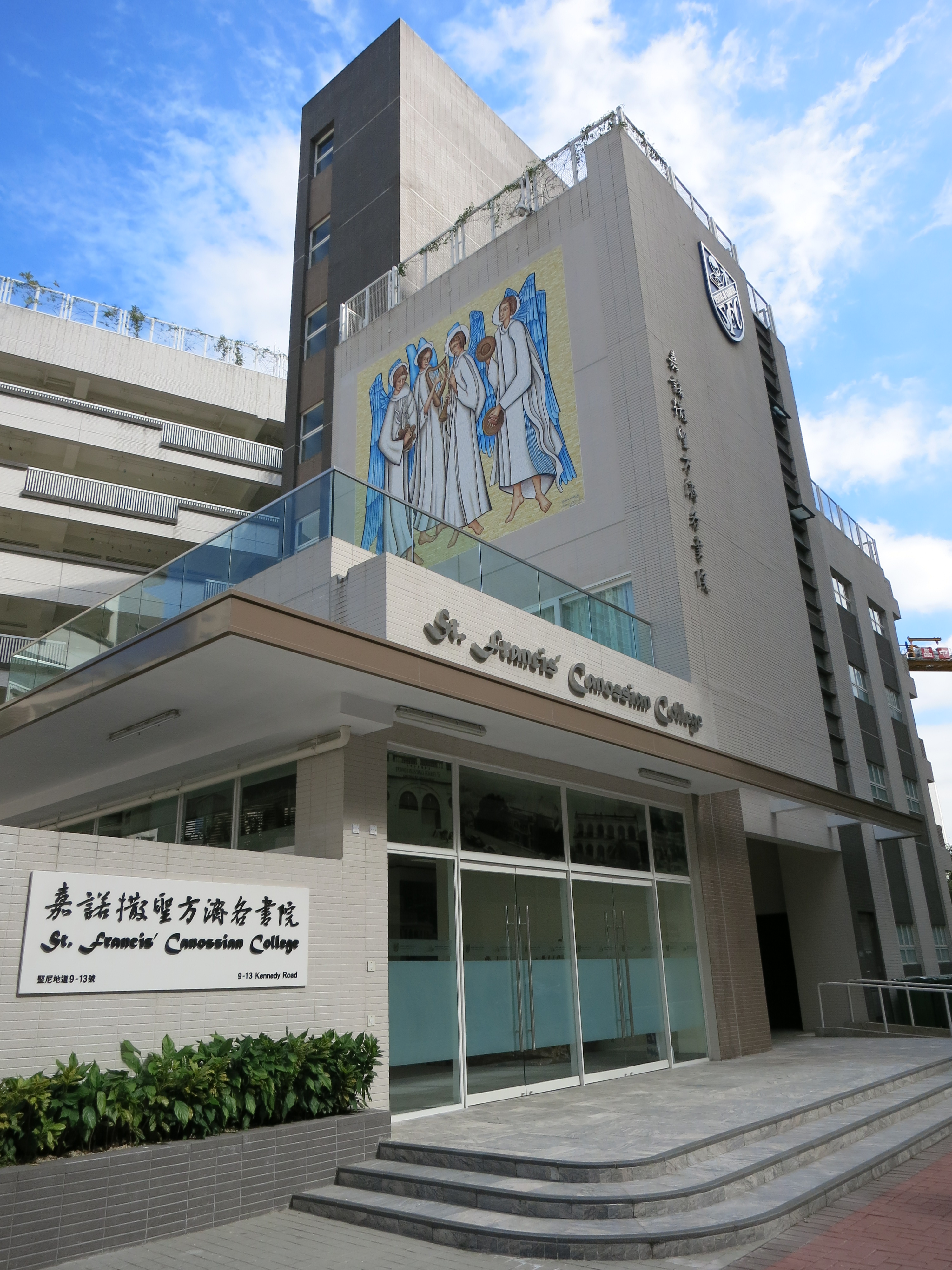
嘉諾撒聖方濟各書院

在1860年，嘉諾撒仁愛女修會的修女從家鄉意大利遠赴香港傳教。當時修女們為照顧灣仔貧民區的失學兒童，在堅尼地道創辦了聖方濟各學校（St. Francis' School），亦即是現今的嘉諾撒聖方濟各書院。修女們不但為低下階層等提供免費教育，還在同一地方經營了一所醫院和孤兒院。港督參觀學校後，十分滿意學校的教學，便將學校納入政府資助學校，屬香港最早期的補助學校之一。學校的行政管理至今依然歸嘉諾撒仁愛修會所有。
學校曾於1941年因香港淪陷而停辦，但修女們對辦學的熱情和決心並沒有減退。二戰過後，學校在1945年重開為聖心初中（Sacred Heart Junior School），在1953年才正名為嘉諾撒聖方濟各書院（St. Francis' Canossian College）。由於居民對學位的需求不斷增加，學校的兩座新翼分別在1956和1958年落成，為適齡女童提供更多的學位。學校亦於1956年成立了香港的第一隊香港紅十字會青年團（Youth Unit One），其後逐漸普及於其他中學，成為香港其中一個最具規模的制服團體。
在1962年，學校開設中六預科課程，自此提供小學至高中的全面教育。禮堂大樓在1985年落成，內設體育館、圖書館和縫紉室等設施。
到了後期，堅尼地道只剩下中學部和小學部的校舍，其餘的建築物則用作嘉諾撒修院和明愛達言學校（前嘉諾撒達言學校）的校舍。由於校舍曾多次受山泥傾瀉損毁以及需要配合小學部推行全日制課程，在2000年代初開始計劃重建及擴建校舍。在2007年，明愛達言學校的校舍改建成小學部的新校舍，位於中學部下面的聖佛蘭士街，整個小學部改建及擴建工程在2010年完成。中學部的校舍從2011年開始重建，在2018年全面落成啓用。中學部和小學部的校舍覆蓋聖佛蘭士街以上及堅尼地道以下的山坡，共佔地約9,517平方米。

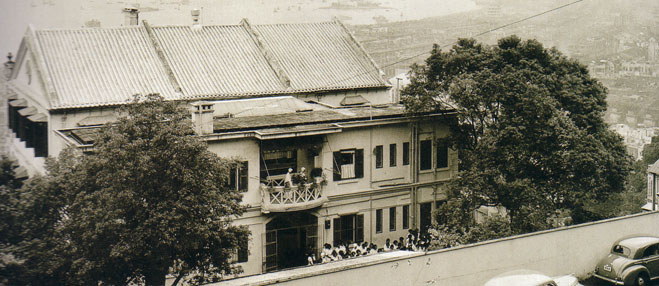
創校時的校舍

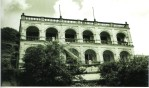
1870年的校舍

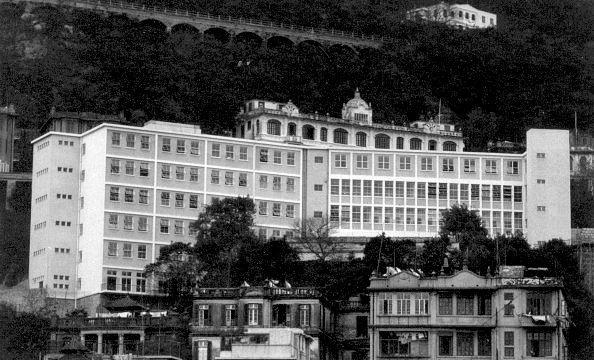
1958年的校舍

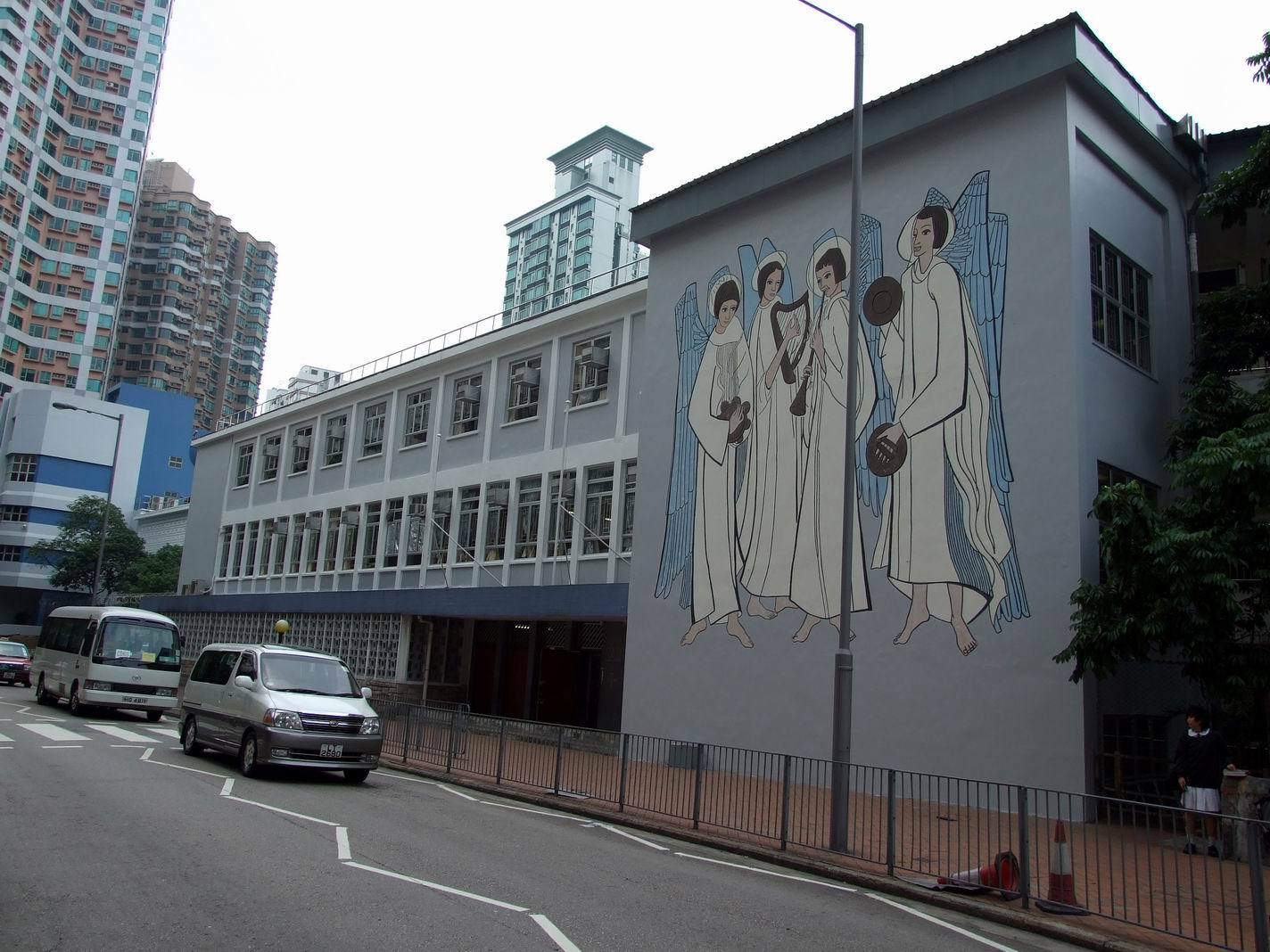
1985-2011年的校舍

### 大事年表

#### 十九世紀
- 1869年：5月7日創校。嘉諾撒仁愛女修會應天主教區要求，在灣仔進教圍一帶辦學並接管已停辦的香港第一所天主教醫院－聖方濟各醫院。[9]
- 1870年：獲政府撥地興建學校，醫院和孤兒院。當時學校設有中文部，英文部和葡文部。
- 1876年：第一屆小學六年級學生畢業。
- 1881年：學校被政府定為補助學校，是現存的補助學校中第一所加入的女子學校。

#### 二十世紀
- 1920年-1940年：學校設有幼稚園、小學和初中，共500多名學生。中學部是英文女子學校，命為聖方濟各學校（St. Francis' School）。小學部則名為聖嬰學校（Holy Infant School），設有中文部及英文部，主要招收女生，但十歲以下的男生亦會錄取。男生在小學畢業後會升讀其他男子中學，當中包括聖若瑟書院和香港華仁書院。
- 1945年：於第二次世界大戰後重開，並命名為聖心初中（Sacred Heart Junior School）。
- 1956年：港督葛量洪爵士訪校。
- 1953年：學校正式更名為嘉諾撒聖方濟各書院（St. Francis' Canossian College），一直沿用至今。
- 1956年：第一期學校大樓（小學部主樓）落成。同年成立了香港紅十字會青年團第一團（Cadet Unit One，即現時的Youth Unit One）。[6]
- 1958年：第二期學校大樓（行政樓）落成。第一屆中五學生畢業。[10]
- 1960年：舊生會成立。白英奇主教訪校。聖方濟各醫院（St. Francis' Hospital）遷至舊山頂道，學校因而繼續擴建。
- 1962年：首年開辦中六預科課程。
- 1963年：第三期學校大樓（中學部主樓）落成。第一屆預科學生獲香港大學錄取。
- 1970年：為建造禮堂大樓籌款。
- 1975年：學生會成立。
- 1985年：禮堂大樓啟用。
- 1985年：家長教師會成立。
- 1994年：慶祝125周年校慶，主題是「The World needs our Care」。[11]
- 1998年：有蓋操場改建成多用途場地。

#### 二十一世紀
- 2000年：在8月24日受沙泥傾瀉影響，校舍多處地方受到損毁，因而延至9月中才開學。[12]
- 2002年：在初中年級引入專題研習。
- 2004年：慶祝135周年校慶，主題是「Our Dream is still Alive」。
- 2009年：慶祝140周年校慶，主題是「Magdalene's Dream in Motion」。
- 2010年：小學部的校舍擴建及改建工程完成，於9月正式遷入。中學部就重建堅尼地道校舍在灣仔區內進行咨詢，附近的豪宅業主曾對校舍設計有微言，擔心影響樓價。[13]
- 2011年：小學部為新校舍落成舉辦開放日，當時的教育局局長孫明揚為開幕典禮任主禮嘉賓。
- 2012年：舉行第一屆水運會。開展重建中學部校舍的籌款計畫「Bring Back Our Angels」，當中包括步行籌款。
- 2013年：在香港演藝學院舉辦了校舍重建籌款晚會「Bring Back Our Angels Variety Show」。[14]邀得校友林鄭月娥擔任主禮嘉賓以及為三位校友女兒之父的胡楓表演助興。

### 歷任校長[15]
|    | 任期      | 中文姓名   | 英文姓名                                                             |
| -- | --------- | ---------- | -------------------------------------------------------------------- |
| 1  | 1937-1945 |            | Sister Angelica de Piazza, FdCC （早年聖心的校長兼任聖方濟各的校長） |
| 2  | 1945-1947 | 李芝蘭修女 | Sister Lina Riva, FdCC                                               |
| 3  | 1947-1948 |            | Sister Valentina Pattano, FdCC                                       |
| 4  | 1948-1953 |            | Sister Giannina Gilardi, FdCC                                        |
| 5  | 1953-1958 |            | Sister Carlotta Abati, FdCC                                          |
| 6  | 1958-1965 |            | Sister Nedda Buratti, FdCC                                           |
| 7  | 1965-1967 |            | Sister Laura Piazzesi, FdCC                                          |
| 8  | 1967-1971 | 賈修女     | Sister Emma Cazzaniga, FdCC                                          |
| 9  | 1971-1974 |            | Sister Miriam Tavecchio, FdCC                                        |
| 10 | 1974-1979 | 李永援修女 | Sister Marie Remedios, FdCC                                          |
| 11 | 1979-1991 | 區綺婷修女 | Sister Bernadette Au Yee Ting, FdCC                                  |
| 12 | 1991-2015 | 余家碧修女 | Sister Susanna Yu Ka Pik, FdCC                                       |
| 13 | 2015-現在 | 羅勤忠先生 | Mr. Kenneth Law                                                      |

## 學校資料

### 校監和校長
- 校監：羅婉明修女（Sr. Agnes Law）
- 校長：羅勤忠先生（Mr. Kenneth Law）
- 副校長: 李詩頴老師（Miss Rebecca Lee）

### 校訓
Veritas in Charitate
- 英文：「Live by the Truth in Love」
- 中文：「力行仁愛 實踐真理」

### 辦學宗旨
- 致力提升學生在智育、群育、德育及靈性上之發展。
- 為學生提供優質教育，並鼓勵及幫助學生發揮天賦潛能，為面對21世紀的挑戰作好準備。

### 收生
- 中一學生大部分來自直屬小學，每屆大約80%的小六畢業生升上直屬中學，包括第一及第二組別的學生（舊制五個組別的年代是第一到第三組別的學生）。其餘在教育局實施的中學學位分配辦法中招收，學生大多是第一組別，屬於全港成績最好的頭三分之一的學生。

### 班別架構
- 中一至中六各設四班（A、B、C、D）。

### 校舍
- 除一般學校設備外，全校課室、特別室及禮堂皆裝置空調、電視、投影機、錄影機、電腦網絡及熒幕等設施；又設有電腦室4間、多媒體教學中心及語言自習中心；圖書館、實驗室及縫紉室亦配備電腦設施。

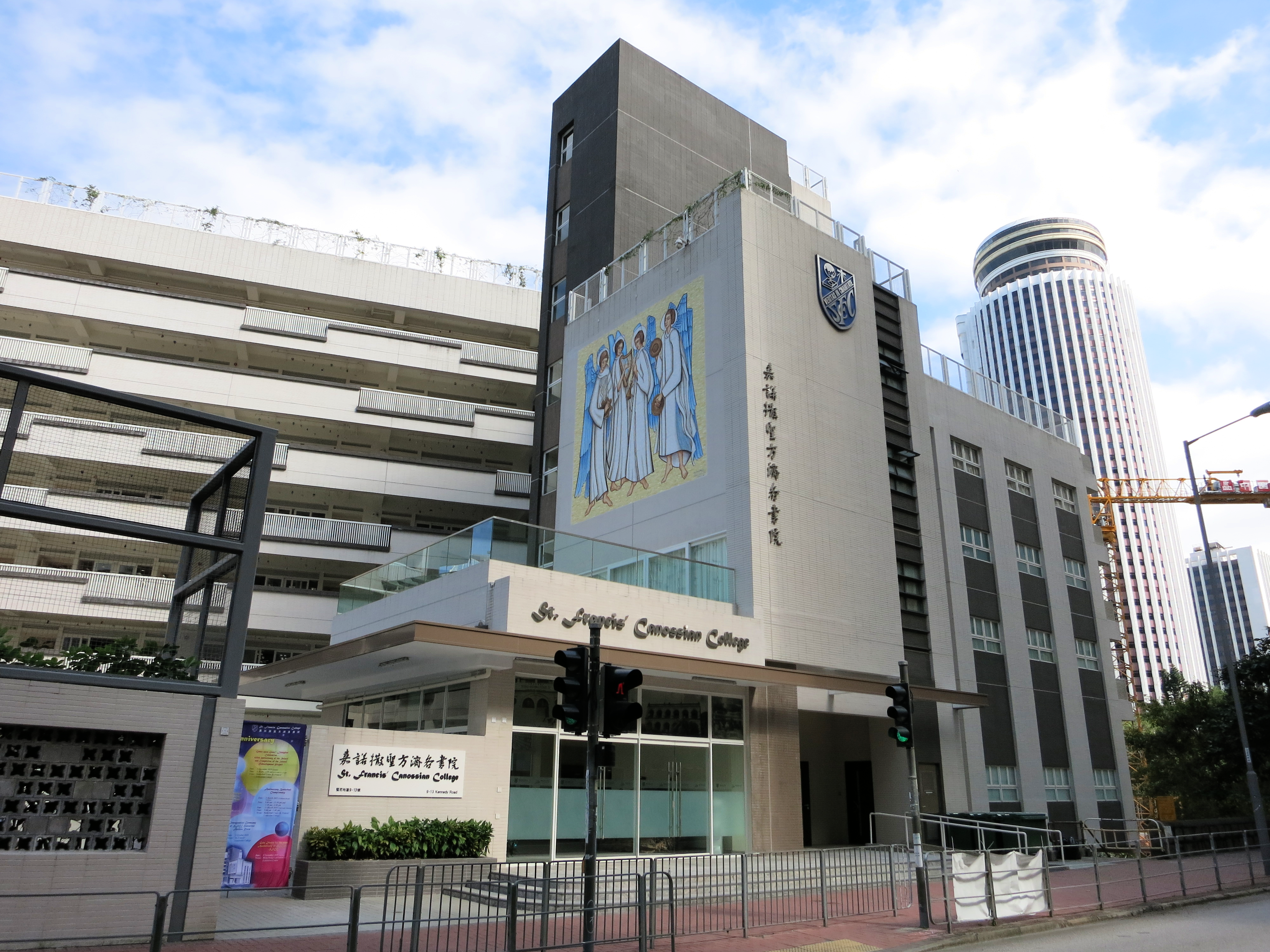
校舍正門
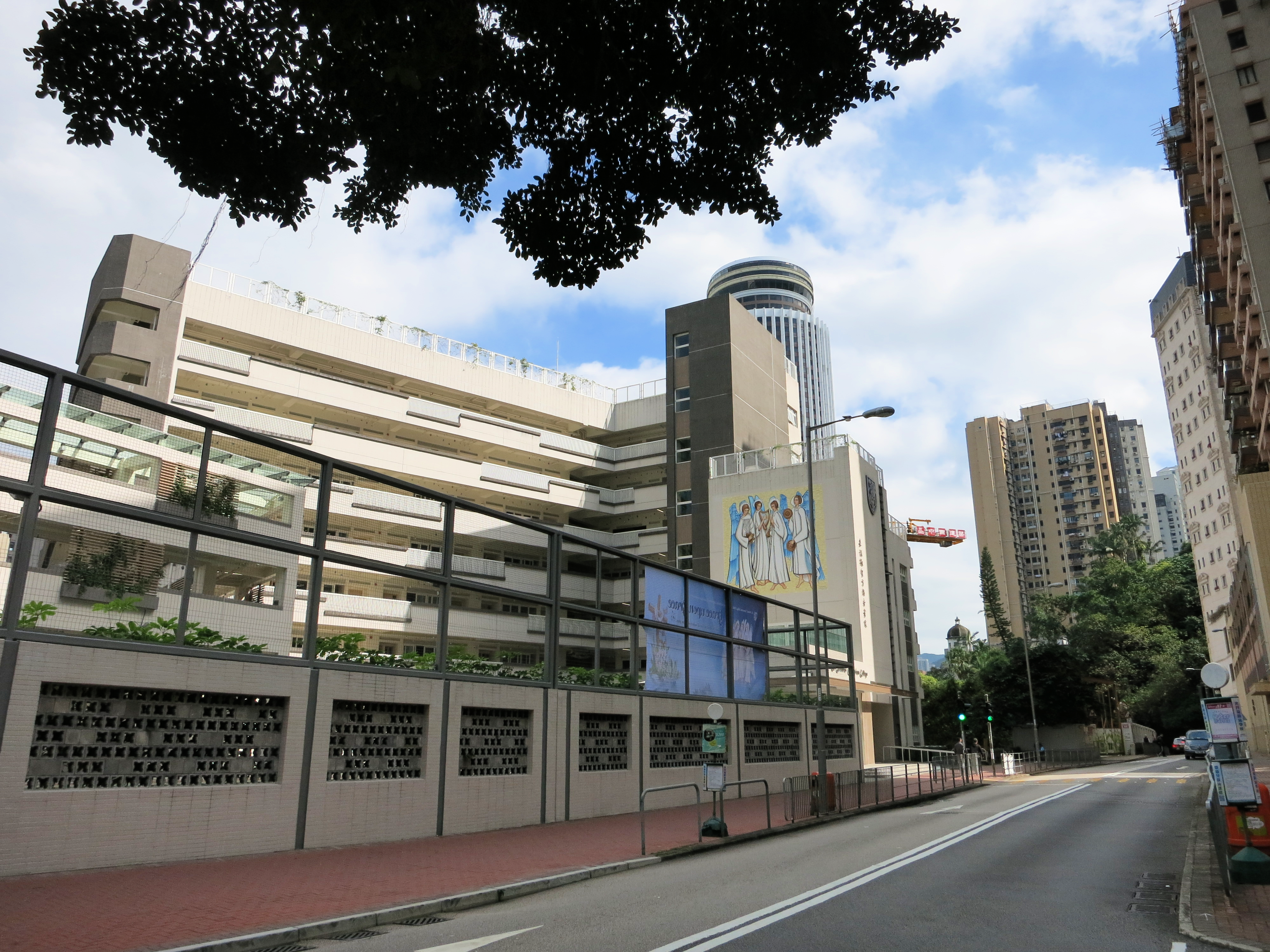
課室及行政大樓
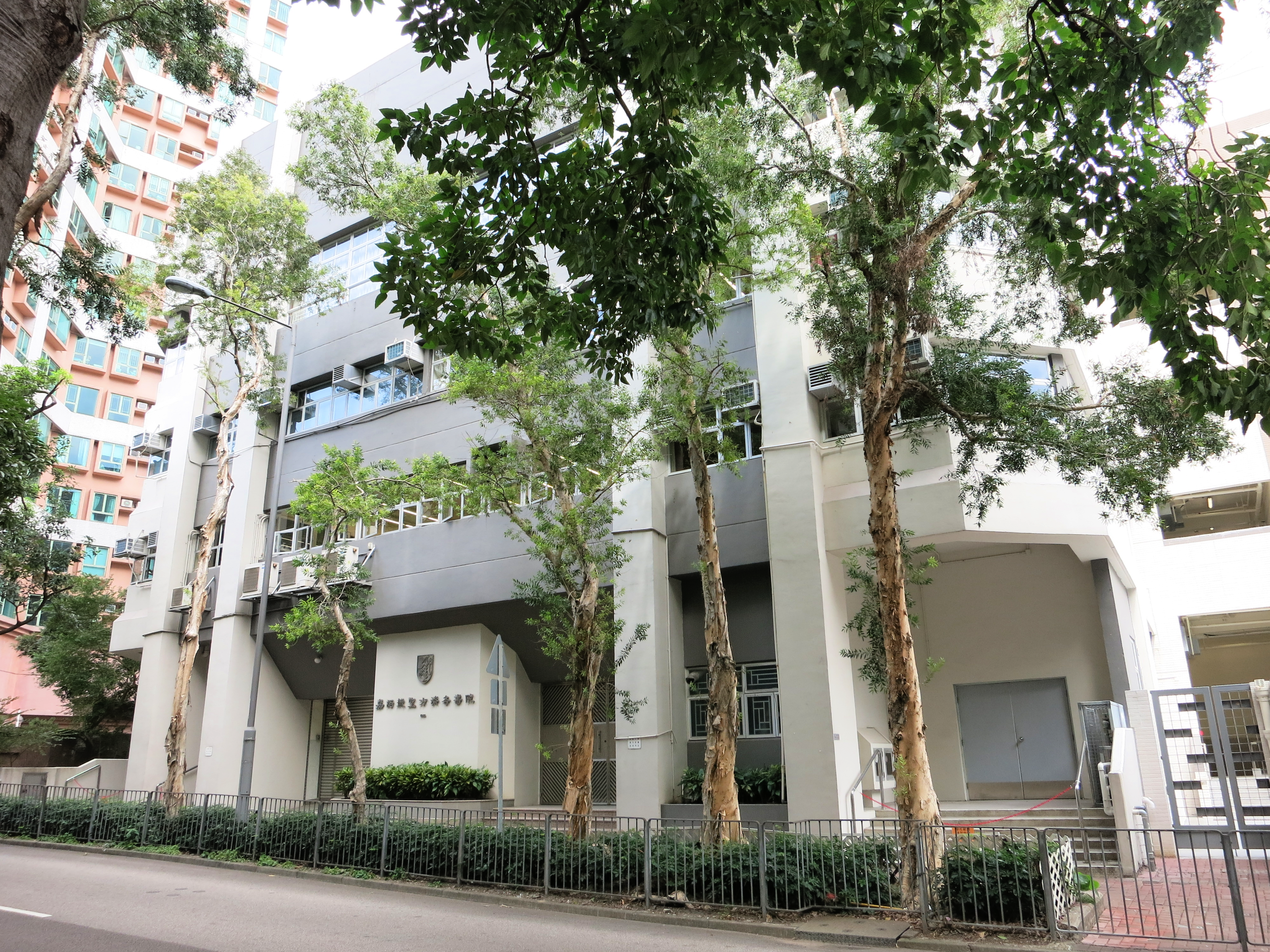
禮堂大樓
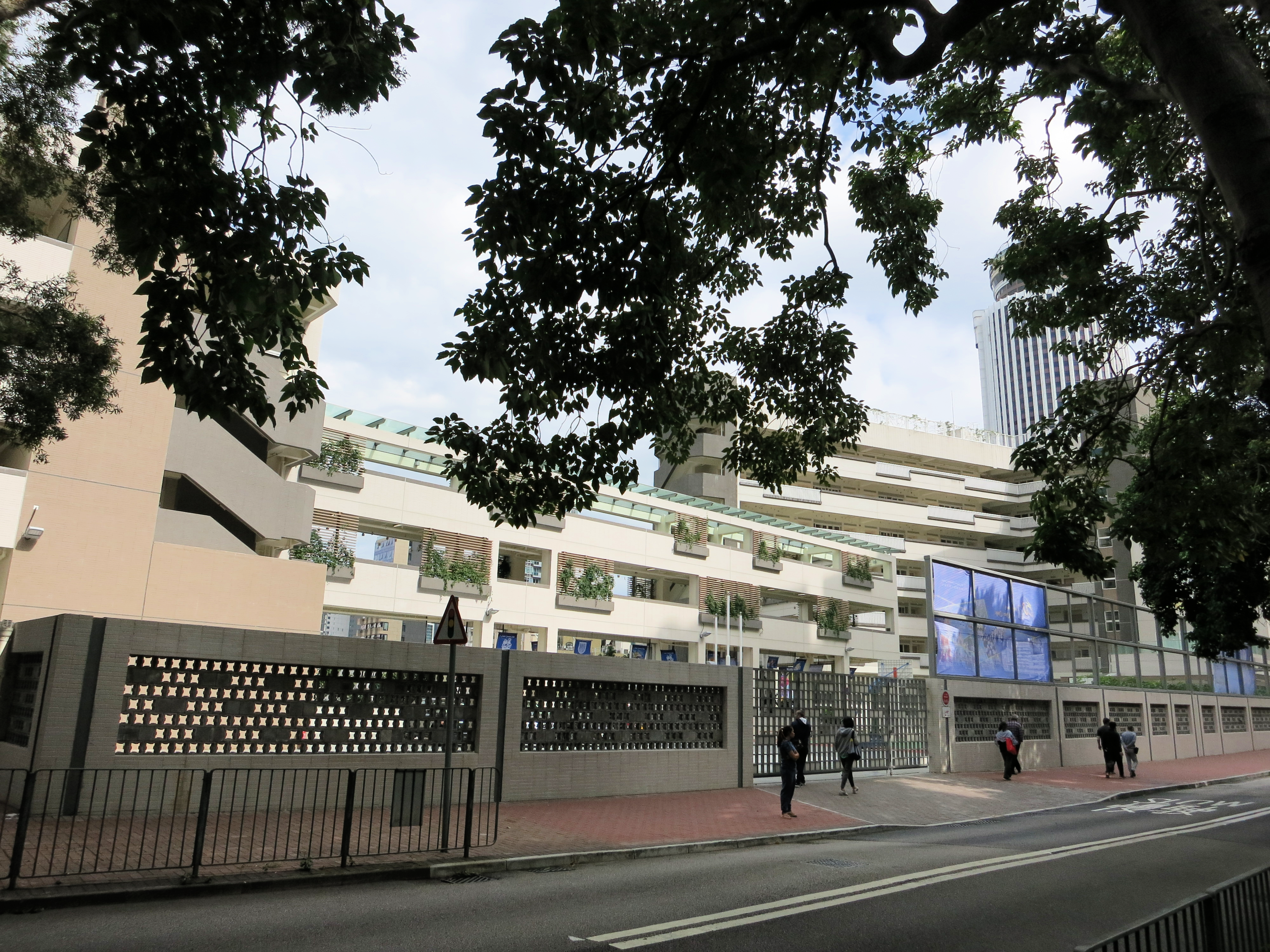
停車場和連接大樓的天橋

## 校服

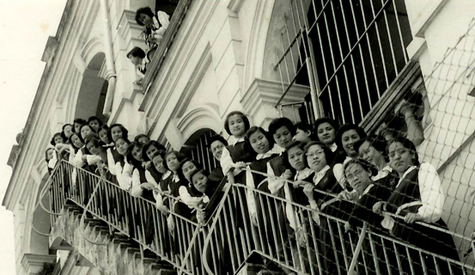
舊式校服，攝於1950年代或以前

聖方濟各的冬季和夏季校服與兩間姊妹校聖心和聖瑪利均是同一款式，不同的只在於顏色和校徽。
學校對校服和外表儀容的要求非常嚴格，不時會突擊檢查學生校裙是否合符標準，老師也會經常提醒同學不要「標奇立異」。
在2000年代，學校推出了校徽的胸針各印有「SFCC」的冷外套供學生選購。

### 夏季校服
白色短䄂連身百摺裙，而校裙必需過膝頭並配上藍色領帶和腰帶，需穿上白色底裙，不可以用運動褲代替，白色的短襪和黑色皮鞋。可穿著深藍色、黑色或白色的外套。胸針會扣在領帶上。

### 冬季校服
深藍色的背心絨布連身百摺裙，配白色恤衫、藍色的領帶和腰帶，深藍色的短襪和黑色皮鞋。可穿著深藍色或黑色的外套和校褸。胸針會扣在連身裙或外套上。

### 運動服
所屬學社的代表色短袖運動衣（綠／黃／藍／紅）配深藍色的運動短褲，冬季的體育堂必須把深藍色短襪換上白色的運動襪。而運動衣在多年前是穿印著深藍字SFCC的白色長袖和短袖衛衣，後來為了省錢方便就用社衣代替。

### 校呔
中一至中四級的學生配戴純色的蔚藍色（ ）窄領帶。中五和中六級的學生則配戴印有校徽花紋的蔚藍色（ ）花紋窄領帶，俗稱「花呔」。

### 髮型
長頭髮的必須用黑色或藍色的辮子束起，染髮是嚴禁的。

## 學生活動架構

### 學生組織
- 升學及就業輔導組（Career's Guidance Team）
- 公民教育組（Civic Education Team）
- 輔導組（Counselling Team）
- 訓導組（Discipline Team）
- 資訊科技組（I.T. Team）
- 宗教組（Religious Team）
- 健康及性教育組（Sex and Health Education Team）
- 學生會（SA，Student Association）
- 學生圖書館管理員組（SLU，Student Librarian Union）

### 課外活動
設有4社、20個學會及興趣小組，主要分為5大類：包括校隊、宗教小組、服務及紀律團體、興趣小組及學術小組，並由學生會負責統籌工作。
| 校隊                                             | 服務及制服團體                                                    | 興趣小組                       | 宗教團體                          | 學術小組                                  |
| ------------------------------------------------ | ----------------------------------------------------------------- | ------------------------------ | --------------------------------- | ----------------------------------------- |
| Dance Team (舞蹈隊）                             | Community Youth Club （公益少年團）                               | Art Club （藝術學會）          | Catholic Society （天主教同學會） | 中文學會                                  |
| Chinese/English Debating Team (中文/英文辯論隊） | Girl Guides Association （女童軍 - 31st Island Company）          | Debating Society （辯論學會）  | Legion of Mary （聖母軍）         | Computer & Maths Union （電腦及數學學會） |
| Junior/Senior Choir （初級/高級合唱團）          | Red Cross Association （紅十字會青年團 - Red Cross Youth Unit 1） | Drama Club （戲劇學會）        |                                   | English Club （英文學會)                  |
| Music Team （中/西樂團）                         | Social Service Group （社區服務小組）                             | Games Club （遊戲學會）        |                                   | Science Union （科學學會）                |
| Sports Team （田徑隊）                           |                                                                   | Music Association （音樂學會） |                                   | Social Science Union （社會科學學會）     |
| Basketball Team （籃球隊）                       |                                                                   | Photography Club （攝影學會）  |                                   |                                           |
| Swimming Team （游泳隊）                         |                                                                   | Sports Union （運動學會）      |                                   |                                           |

### 四社
每名學生和老師於入學時，均會隨機地被編入其中一個學社。四社每年會在各項社際比賽爭勝，獲最高總分的學社會成為年度學社（House of the Year）。
- St. Gabriel House（仁社）
代表顏色：紅色
- St. Nicolaus House（愛社）
代表顏色：藍色
- St. Patrick House（忠社）
代表顏色：綠色
- St. Valentina House（信社）
代表顏色：黃色

### 出版刊物
- Bloom（蕾報）

## 直屬小學
嘉諾撒聖方濟各學校（St. Francis' Canossian School，簡稱SFCS）是一所全日制女子資助小學，經教育局的小一入學統籌辦法收生。學校提供小一至小六的課程，除英文科以外所有科目用中文授課。在2008－2009學年以前，學校提供半日制課程，一﹑三﹑五年級為下午班，二﹑四﹑六年級為上午班。

校舍在2008年起由堅尼地道搬遷至中學校舍下的聖佛蘭士街42 - 44號，直到2010年完成遷校及擴建工程，佔地約4,762平方米。現址自嘉諾撒仁愛女修會在1869年接管後曾用作多項教育服務，包括在1959年為失明兒童所設立的嘉諾撒啟明學校﹑在1974年為聾啞兒童所設立的嘉諾撒達言學校等，也曾在1987年把校舍租予明愛設立為弱智兒童辦學的明愛樂勤學校，租約在2007年期滿。

校徽
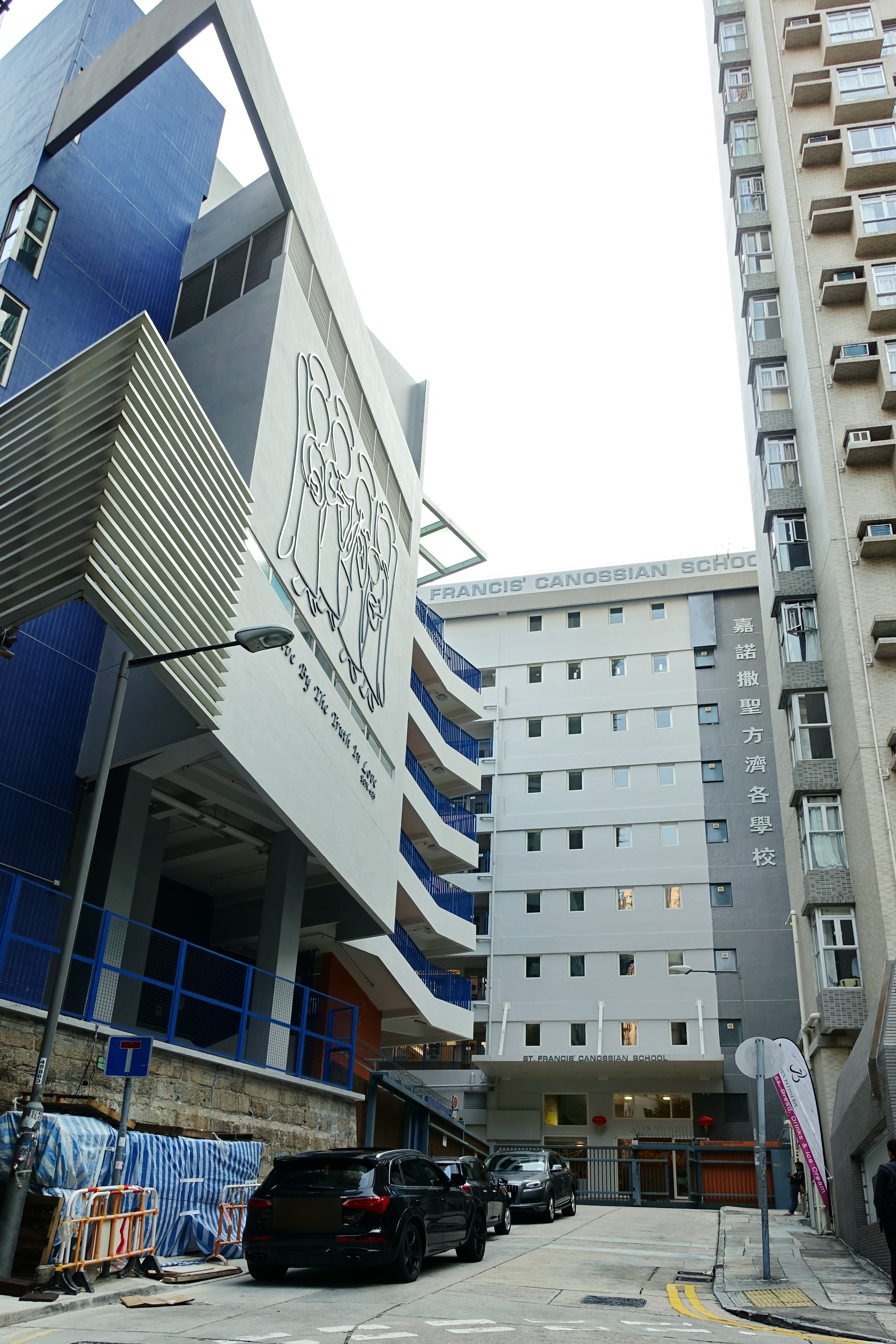
校舍現貌

## 著名／傑出校友（以英文姓名排序）
關於此列表的英文姓名排序，詳見英文版本（页面存档备份，存于）。

### 政商界
- 麥周淑霞：前社會福利署副署長 (服務)
- 陳麗玲：陳樹渠已故夫人、前陳氏教育機構校董會主席、前香港寶聲集團主席、前北角街坊福利事務促進會會長 (1960年畢業)
- 余若薇，SC，JP：前公民黨黨魁及主席，前立法會議員（香港島）[16]
- 林鄭月娥，大紫荊勳賢，GBS，JP：前行政長官，前政務司司長，前發展局局長，前社會福利署署長[17][18]
- 劉聖雪：新民黨成員，曾參選2015年度香港小姐競選
- 容海恩，JP：立法會議員（選舉委員會），新民黨副主席，執業大律師
- 朱蔡鳴鳳：前創意香港助理總監
- 楊何蓓茵，JP：公務員事務局局長，前公務員事務局常任秘書長[19]
- 馮馬潔嫻：香港殘疾人奧委會暨傷殘人士體育協會會長，前立法會秘書長馮載祥夫人，曾在唐英年參選特首時負責其公關工作
- 查史美倫，大紫荊勳賢，GBS，SBS，JP：前行政會議成員，港區全國人大代表，香港金融發展局主席，匯豐銀行非執行董事，前中國證監會副主席 [20]
- 殷巧兒，MH，JP：香港家庭計劃指導會理事會副主席，群力資源中心註冊董事，前香港中文大學評議會主席，前香港藝術發展局副主席等[21]
- 黃浪詩：前香港駐悉尼經濟貿易辦事處處長，前香港影視及娛樂事務管理處處長
- 趙崇幗：前經濟發展及勞工局副秘書長，第29屆奧林匹克運動會馬術比賽 (香港) 有限公司副行政總裁，前地政總署署長劉勵超夫人，曾擔任葉劉淑儀競選辦主任 [19]
- 吳徐鳳英：前警務處助理處長 (人事)
- 孫鍾小芬，JP：前教育局局長孫明揚夫人，曾在學校任教數學多年至九十年代才退休，林鄭月娥、楊何蓓茵、趙崇幗等均為其學生 [19][22]
- 陳文綺慧，BBS：東華學院校務委員會主席，培力藥業集團董事，萬象行有限公司董事，前東華三院主席，文洪磋的女兒、文肇偉的妹妹，文天祥的後裔

### 教育界
- 范蒲靈：前九龍聖德肋撒英文學校校長[23]
- 莫鳳儀：前香港數碼電台首席顧問、校園台台長、香港演藝學院校董會成員，香港教育大學附屬有限公司行政會議成員，啟基學校創校校長，香港十大傑出青年。
- 何芝君：明愛專上學院教授，前香港理工大學社會科學系副教授，香港女權運動領袖，新婦女協進會創辦人，為反德育及國民教育科運動的絕食者之一 [24]
- 關詩珮：新加坡南洋理工大學中文系助理教授
- 關利平：前香港城市大學生物化學系教授，曾任香港城市大學學務長
- 劉美明：生化專家、輻射生機學會創始人
- 陳胡美好：前英皇書院校長
- 胡路明：天主教香港教區教育事務主教代表、前天主教總堂區學校校監（1960年中五）[25]

### 體育界
- 馬君正：香港滑浪風帆代表，2018年印尼雅加達亞運會 RS:One 風帆銀牌

### 文化及演藝界
- 葉文炘：前Now 財經台主播
- 莊安宜：前香港有線電視首席新聞主播 [14]
- 黃婉瑩：資深烹飪導師，都市閒情《今晚食乜餸》主持，曾撰寫多本烹飪著作
- 馮翠珊：國際時裝品牌 Alexander McQueen 亞太區主席，歌手蘇永康的妻子
- 鄧藹霖：香港電台第一台 DJ [14]
- 李　敏：作家、填詞人、編劇、歌手及主持人[14]
- 秦家聰：秦觀三十三世孫，新聞工作者，作家，中美建交後中國接受的第一個美國華裔記者，少數男學生之一
- 關懿婷：前無綫電視和亞洲電視任職主播，現任渣打銀行香港公共事務處企業及業務傳訊主管
- 陳詠桐／陳泳彤 (JC)：歌手
- 李寶瑩：粵劇花旦 [26]
- 李家怡：創作歌手、超級巨聲參賽者，曾獲頒香港傑出學生
- 斯美玲：前三藩市灣區KTSF電視台國粵語新聞編輯主任
- 陳庭欣：香港女藝人，2010年香港小姐冠軍 (只讀至小學畢業)
- 卓韻芝：前商業電台叱吒 903 DJ，自由創作人 [27]
- 黎美言：歌手、組合 HotCha 成員之一
- 黃明樂：自由創作人、《港孩》作者，曾任梁家傑特首選舉競選經理 [14]
- 黃可盈：演員、模特兒[28]
- 連綺文：騷戲劇盟團長伴侶
- 劉展翹：Jackie Lau，網上影片製作平台啱 Channel 成員

### 社福界別
- 陳秀嫻：前香港明愛社會工作服務部部長（1954年小六；1959年中五）[29]

## 外部連結
- 嘉諾撒聖方濟各書院（页面存档备份，存于）
- 嘉諾撒聖方濟各書院舊生會 （页面存档备份，存于）
- 嘉諾撒聖方濟各書院安省校友會（页面存档备份，存于）
- 嘉諾撤聖方濟各書院校歌 （页面存档备份，存于）
- SFCC Secrets-Live by the Truth in Secrets （页面存档备份，存于）

## 姊妹學校
- 嘉諾撒聖心書院
- 嘉諾撒聖瑪利書院
- 嘉諾撒書院
- 嘉諾撒聖家書院
- 嘉諾撒培德書院

## 參閱
- 香港教育
- 香港中學教育
- 香港補助學校議會
- 香港英文授課中學
- 香港中學列表
- 香港小學列表

22°16′29″N 114°10′09″E / 22.27478°N 114.16913°E